# Jakob Mielcke
Jakob Mielcke (født 1977) er en autodidakt dansk kok. Han har deltaget som dommer i fjernsynsprogrammet Masterchef på TV3, første gang i 2013. 
Efter endt studentereksamen arbejdede Mielcke på restauranter i Holstebro. I 1999 tog han til Paris og arbejdede på restauranterne Le Petit Sirene og Pierre Gagnaire. 2002 var han med til at åbne restauranten Sketch i London som han efterfølgende arbejdede på. 
I 2003 tog han tilbage til Danmark, hvor han fik tilbud om at arbejde som køkkenchef på restauranten Jan Hurtigkarl og Co. I 2007 gik han sammen med Jan Hurtigkarl og åbnede restauranten Mielcke & Hurtigkarl på Frederiksberg, som han siden har været med til at drive.